# Аксельрод, Джордж
Джордж Аксельрод (англ. George Axelrod; 9 июня 1922, Нью-Йорк, США — 21 июня 2003, Лос-Анджелес, США) — американский сценарист, драматург, режиссёр и продюсер. Известность ему принесла пьеса «Зуд седьмого года», также адаптированная им в фильм, главную роль в котором сыграла Мэрилин Монро. В 1950-х и 1960-х годах Аксельрод являлся одним из самых высокооплачиваемых сценаристов Голливуда. За сценарий к фильму «Завтрак у Тиффани» он был номинирован на премию «Оскар».

## Жизнь и семья
Джордж Аксельрод родился 9 июня 1922 года в Нью-Йорке, США в семье русского еврея Германа Аксельрода и актрисы немого кино Беатрис Карпентер шотландского и английского происхождения.
Во время Второй мировой войны Джордж служил в войсках связи американской армии.
Аксельрод был женат два раза и у него был четверо детей. В 1942 году он женился на женщине по имени Глория Уолшборн. В 1954 году они развелись и в том же году он женился на Джоэнн Стэнтон и этот брак продлился до конца его жизни. Один из его сыновей, продюсер Джонатан Аксельрод, был женат на актрисе Иллеане Дуглас.
Дочь — актриса Нина Аксельрод (род. 1955), была замужем за продюсером Робертом Джаффе. Джордж Аксельрод является дедушкой известного сценариста и актёра озвучивания Талесина Джаффе.

## Карьера

### Работа на Радио, Телевидении и Бродвее
После возвращения с войны Аксельрод писал сценарии для таких радиопрограмм как The Shadow, Midnight, Grand Ole Opry и других. Позже он начал писать для телевидения и комедийных шоу, и к 1950 году был автором более 400 сценариев. Среди комиков, для которых он писал, были Джерри Льюис и Дин Мартин. В 1952 году его комедийная пьеса под названием «Зуд седьмого года» впервые была поставлена на Бродвее и обрела большую популярность, выдержав 1140 выступлений. Уже в следующем году на фоне большого успеха ему предложили написать сценарий для телевизионного спектакля, результатом этого стала комедийная постановка под названием «Признания нервного человека» с Артом Карни в главной роли, которая впоследствии получила восторженные отзывы от критиков.

### Фильмы
После ошеломительного успеха пьесы «Зуд седьмого года» режиссёр Билли Уайлдер захотел адаптировать её в фильм. Они с Аксельродом совместно написали сценарий и планировалось, что финансированием займётся студия Paramount, но после ухода Уайлдера оттуда, проект оказался у 20th Century Fox. Мэрилин Монро заинтересовалась этим фильмом и была утверждена на главную роль. После выхода на экраны одноимённого фильма он как и пьеса имел ошеломительный успех, собрав в прокате 12 миллионов долларов. Знаменитая сцена, в которой поток воздуха из вентиляции метро поднимает белое платье Монро, стала одним из символов американского кинематографа и самой узнаваемой сценой в карьере актрисы. С того времени Аксельрод и Монро стали близкими друзьями и в 1956 году она снялась в ещё одной комедии по его адаптированному сценарию под названием «Автобусная остановка». Оригинальная пьеса известного драматурга Уильяма Инджа шла на Бродвее в течение года и имела большой успех. Выступление Монро в адаптации привело критиков в восторг, а сам фильм стал кассовым хитом. Позже в том же году писатель присутствовал на свадьбе Монро и Артура Миллера.
Следующим сценическим хитом Аксельрода стала пьеса «Испортит ли успех Рока Хантера?», представлявшая собой фаустовскую комедию о писателе журнала, который продал свою душу Дьяволу, чтобы стать успешным сценаристом. Постановка шла более года на Бродвее в 1955—1956 годах и привлекла большое внимание национальной прессы благодаря исполнительнице главной роли Джейн Мэнсфилд. Права на кино-адаптацию были куплены компанией 20th Century Fox, но студия попросила режиссёра и сценариста Фрэнка Тэшлина кардинально изменить историю на сатиру о телевизионной рекламе и убрать всех персонажей из оригинальной постановки кроме роли Мэнсфилд. Аксельрод с презрением отнёсся к экранизации, заявив, что не пошел на неё, потому что студия «никогда не использовала мой рассказ, мою пьесу или мой сценарий».
В 1959—1960 годах известная актриса Лорен Бэколл сыграла главную роль в комедийной пьесе Аксельрода «Прощай, Чарли», рассказывающей о парне, который чудесным образом превратился в горячую блондинку. В 1964 году вышел одноимённый фильм с Дебби Рейнольдс и Тони Кёртисом в главных ролях. Ни пьеса, ни фильм не имели успеха у публики.
К концу 1950-х и началу 1960-х годов Аксельрод стал одним из самых высокооплачиваемых сценаристов в Голливуде. В 1961 году он достиг пика своего успеха, получив номинацию на премию «Оскар» за адаптированный сценарий к экранизации романа Трумена Капоте «Завтрак у Тиффани».
В 1962 году Джордж получил восторженные отзывы от критиков за сценарий к триллеру «Маньчжурский кандидат», действия которого происходят во времена холодной войны. Аксельрод также был сопродюсером фильма и считал его своей лучшей экранизацией. Он стал кассовым хитом и позже был признан критиками классикой американского кино.
В 1965 году Аксельрод написал оригинальный сценарий к фильму «Как пришить свою жёнушку» с Джеком Леммоном и Вирной Лизи в главных ролях. Картина имела очень большой успех как у публики, так и у критиков. В 1966—1968 годах Джордж стал режиссёром фильмов «Господь любит утку» и «Тайная жизнь американской жены», однако они не имели успеха у зрителей и критиков.
После 1968 года он взял длительный перерыв и в 1979 году вернулся к работе, написав сценарий для ремейка фильма «Леди исчезает», который был признан неудачным. Последними работами Аксельрода стали сценарии для фильмов 1985 и 1987 годов режиссёра Джона Франкенхаймера «Завет Холкрофта» и «Четвертый протокол».

### Новеллы
Аксельрод также написал три романа: комедийный детектив «Шантажист», комедию о смене жизненных ролей «Выбор нищего», и сатирическую комедию о Голливуде «Где же я, когда я так в себе нуждаюсь?».

## Смерть
21 июня 2003 года в возрасте 81 года Аксельрод скончался во сне в своем доме в Лос-Анджелесе от продолжительной онкологической болезни. Его тело было кремировано.